# He Jin

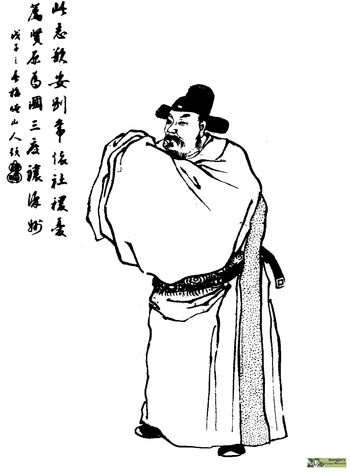
Ilustración de He Jin, 1906.

He Jin (135 – 189) medio hermano mayor de la Emperatriz He consorte del emperador Ling, de la dinastía china Han. Compartió el poder con su hermana como regente en 189, después de la muerte del emperador Ling. Durante la lucha contra la facción de los eunucos, fue asesinado. Su muerte permitió a Dong Zhuo conseguir el poder en la capital Luoyang y dominar la corte imperial. 
Esto provocó las masivas guerras civiles que llevarían al periodo histórico conocido como de los Tres Reinos.
- Datos: Q714428
- Multimedia: He Jin / Q714428